# Dionisio Eduardo Ochoa
Dionisio Eduardo Ochoa Santana (14 de octubre de 1900; San Gabriel, Jalisco - 12 de noviembre de 1927; Comala, Colima) fue un líder militar y propagandista católico mexicano que participó en la Guerra Cristera.

## Vida personal
Nació en San Gabriel, Jalisco, pero su familia se trasladó a Colima. Fue el menor de dos hermanos. Desde niño participó activamente en actividades parroquiales, como la impresión de propaganda católica. En 1924 se convirtió en director del semanario católico "La Reconquista" y presidente local de la Asociación Católica de la Juventud Mexicana.

## Guerra Cristera
Debido a la Ley Calles, la Liga Nacional para la Defensa de las Libertades Religiosas decidió organizar un movimiento armado. Por ello, Anacleto González Flores le encomendó la dirección del levantamiento en el estado de Colima. El 22 de enero derrotó a la policía montada y ordenó fusilar al comandante al mando. Ante una ofensiva federal comandada por el general de división Jesús María Ferreira, fue derrotado por 600 soldados federales en la Batalla de El Fresnal.
Ochoa y su hermano, el sacerdote Enrique de Jesús Ochoa, quien fungía como capellán, se refugiaron en las cañadas, bosques y escondites del Volcán de Colima y del Nevado de Colima, cerca de los límites geográficos con el estado de Jalisco, con el objetivo de resistir los ataques del ejército federal. En su mejor momento, logró comandar a 500 cristeros.

### Muerte
El 12 de noviembre de 1927 murió junto al coronel Antonio C. Vargas y la jefe regional de las Brigadas Femeninas de Santa Juana de Arco Sara Flores Arias, debido a una explosión cuando intentaban fabricar granadas caseras en la meseta de la yerbabuena.